# Troféu Inconfidência 2020
Il Troféu Inconfidência 2020 è stata la prima edizione di questa coppa dello Stato brasiliano del Minas Gerais organizzata dalla FMF.
L'Uberlândia si è visto assegnare il trofeo a tavolino dopo la cancellazione della finale in seguito ad un focolaio di COVID-19 e la successiva rinuncia del Cruzeiro, l'altro finalista.

## Formato
La competizione prevede quattro partecipanti ovvero i club classificatisi dal quinto all'ottavo posto della prima fase del Campionato Mineiro 2020. Il torneo si articola in semifinali e finale con match di andata e ritorno. In seguito il format è stato modificato e per entrambi i turni è stato previsto un unico incontro.

## Squadre partecipanti
|  | Cruzeiro     |  | 5º classificato nel Campionato Mineiro 2020 |
|  | Uberlândia   |  | 6º classificato nel Campionato Mineiro 2020 |
|  | Boa Esporte  |  | 7º classificato nel Campionato Mineiro 2020 |
|  | Patrocinense |  | 8º classificato nel Campionato Mineiro 2020 |

## Risultati

### Tabellone
|  | Semifinali | Semifinali   | Semifinali |            |   | Finale   | Finale | Finale |  |
|  |            |              |            |            |   |          |        |        |  |
|  | 5          | Cruzeiro     | 3          |            |   |          |        |        |  |
|  | 5          | Cruzeiro     | 3          |            |   |          |        |        |  |
|  | 8          | Patrocinense | 0          |            |   |          |        |        |  |
|  | 8          | Patrocinense | 0          |            | 5 | Cruzeiro | -      |        |  |
|  |            |              |            |            | 5 | Cruzeiro | -      |        |  |
|  |            |              | 6          | Uberlândia | - |          |        |        |  |
|  | 6          | Uberlândia   | 6          | Uberlândia | - | 2 (5)    |        |        |  |
|  | 6          | Uberlândia   |            |            |   |          |        |        |  |
|  | 7          | Boa Esporte  | 2 (4)      |            |   |          |        |        |  |

### Semifinali

#### Risultati
| Squadra 1  | Risultato       | Squadra 2    |
| ---------- | --------------- | ------------ |
| Cruzeiro   | 3 - 0           | Patrocinense |
| Uberlândia | 2 - 2 (5-4 dtr) | Boa Esporte  |

| Arbitro: | André Luiz Skettino Policarpo Bento |

|                                     |           |  |
| Ramon 56’ Roberson 76’ Maurício 81’ | Marcatori |  |

| Arbitro: | Paulo Cesar Zanovelli |

|                                                |                      |                                                             |
| Felipe Alves 53’ (rig.) Erick Varão 90+1’      | Marcatori            | 5’ Yuri Ferraz 85’ (rig.) Raphael Luz                       |
| Felipe Alves Luizinho Wandinho Cesinha Rogério | Tiri di rigore 5 – 4 | Johnnattan Wesley Romário Simões João Guilherme Raphael Luz |

### Finale
La finale, prevista per il 5 agosto, è stata annullata.
| Squadra 1 | Risultato | Squadra 2  |
| --------- | --------- | ---------- |
| Cruzeiro  | -         | Uberlândia |

## Classifica marcatori
| Gol | Rigori |  | Giocatore     | Squadra     |
| --- | ------ |  | ------------- | ----------- |
| 1   |        |  | Ramon         | Cruzeiro    |
| 1   |        |  | Roberson      | Cruzeiro    |
| 1   |        |  | Maurício      | Cruzeiro    |
| 1   | 1      |  | Felipe Alves  | Uberlândia  |
| 1   |        |  | Raphael Varão | Uberlândia  |
| 1   | 1      |  | Raphael Luz   | Boa Esporte |
| 1   |        |  | Yuri Ferraz   | Boa Esporte |